# Social Design
Mit dem nicht einheitlich verwendeten Begriff Social Design werden seit den 2000er Jahren Konzepte und Projekte von Designern, Architekten, Unternehmern, Politikern und Aktivisten bezeichnet, welche das Gemeinwohl, Partizipation, Demokratie und Nachhaltigkeit in den Mittelpunkt stellen. Jede Designpraxis steht zwar in einem gesellschaftlichen Kontext und kann damit im weitesten Sinn als „sozial“ verstanden werden, kennzeichnend und konstitutiv für Social Design Projekte sind jedoch partizipative und demokratische bottom-up Prozesse, die auf Teilhabe und Empowerment der Beteiligten ausgerichtet sind. Social Design umfasst als "erweiterter Designbegriff" eine breite Palette von Projekten, Methoden, politischen Aktionen und Studiengängen zur ästhetischen und ethischen Gestaltung von sozialen Dingwelten, sozialen Innovationen und urbanen Räumen. Social Design versteht sich als „Design mit Gewissen“ und als Katalysator für einen positiven sozialen Wandel insbesondere in einem von sozialer Ungleichheit geprägten städtischen Umfeld.

## Die Evolution des Social Design

### Vorgeschichte
Die Anfänge des Social Design avant la lettre – verstanden als Design für und mit der Gesellschaft – liegen in den wirtschaftlichen, sozialen und kulturellen Krisen, die durch die Industrielle Revolution ausgelöst wurden. Frühe Vertreter des „socially responsible Design“ sind William Morris und John Ruskin.
Anfang des 20. Jahrhunderts stehen der Deutsche Werkbund und später das von Walter Gropius 1919 in Weimar gegründete Bauhaus für sozial verantwortliche Gestaltung. Insbesondere Hannes Meyer, Ernst May, Margarete Schütte-Lihotzky, Leberecht Migge und Ferdinand Kramer hoben die soziale Verantwortung von Gestaltern, Städtebauern und Architekten in ihrer gestalterischen Praxis hervor. In den 1950er Jahren setzte die Hochschule für Gestaltung Ulm diese Tradition fort.
Für das amerikanische Designerehepaar Charles und Ray Eames besteht die Kernkompetenz von Designern in der Fähigkeit, im Zusammenhang mit einem Gestaltungsproblem so viele Zwänge (constraints) wie möglich zu erkennen und in der Bereitschaft und dem Enthusiasmus, innerhalb dieser Zwänge (Kosten, Zeit, Material etc.) zielorientiert zu arbeiten.
Der amerikanische Nobelpreisträger Herbert A. Simon fordert im Hinblick auf die zunehmende Fähigkeit des Menschen die Welt zu verändern, die Entwicklung eines wissenschaftlichen Verständnisses für die vom Menschen geschaffenen „künstlichen Welten“:

„Jeder entwirft, der Handlungsweisen entwickelt, die darauf abzielen, bestehende Situationen in bevorzugte Situationen zu verwandeln.“

### Die 1960er und 1970er Jahre

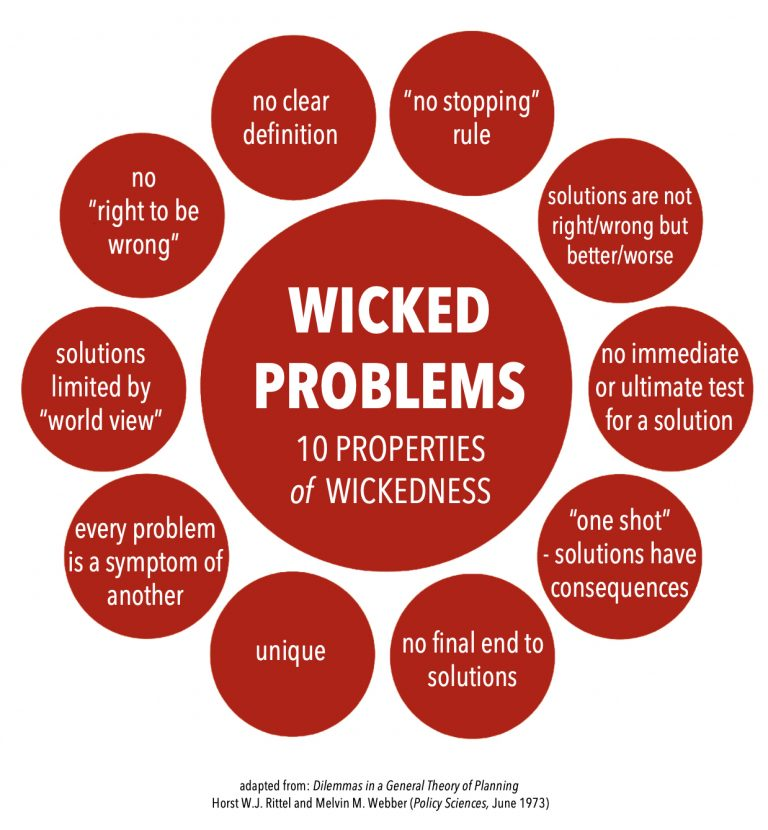
10 Properties of Wicked Problems

Der Designtheoretiker Horst Rittel untersuchte seit Mitte der 1960er Jahre gemeinsam mit Melvin Webber Planungs- und Gestaltungsprozesse und kam zu dem Schluss, dass soziale und gesellschaftliche Planungsprobleme in einer offenen Gesellschaft weder definitiv formuliert werden können noch eindeutig und endgültig lösbar sind. Diese „wicked problems“ erfordern nach Rittel einen transdisziplinären, iterativen Lernprozess, der – eingebettet in einen organisatorischen Rahmen – wiederholt Varietät erzeugt und reduziert. Nach Wolfgang Jonas kann Rittel damit als Vordenker des Social Transformation Design angesehen werden, „ohne dabei der Sozialromantik und Sozialarbeiterattitüde engagierter Designer zu verfallen und ohne die methodischen Ansätze des individualisierten Human-centered Design unkritisch auf soziale Probleme zu übertragen“.
Der amerikanische Architekt, Philosoph und Designer Buckminster Fuller thematisierte als einer der Ersten in den 1960er Jahren die Zusammenhänge zwischen Energieeffizienz, Gebäudekonzepten und nachhaltiger Entwicklung im planetarischen Kontext eines „Raumschiff Erde“.
In den 1970er Jahren traten globale ökologische, ökonomische und soziale Krisen immer stärker ins öffentliche Bewusstsein. Die Grenzen des Wachstums wurden mit der Ölpreiskrise von 1973 deutlich sichtbar. Designer, Künstler und Aktivisten wie Enzo Mari, Joseph Beuys und Stewart Brand thematisierten aus unterschiedlichen Perspektiven ökologische und soziale Aspekte der Konsumgesellschaft (Do it yourself, Soziale Plastik, Selbstversorgung) und propagierten Eigenverantwortung, gesellschaftlichen Dialog und Partizipation. Der österreichisch-amerikanische Designer Victor Papanek begründete mit seinem 1971 veröffentlichten kritisch-polemischen Buch Design for the Real World: Human Ecology and Social Change maßgeblich den bis heute geltenden Einfluss des Social Design im Design Thinking.

### Die 1980er und 1990er Jahre
In den 1980er Jahren wurden von Designern in den wohlhabenden westlichen Industrieländern ökologische und soziale Kriterien zwar zunehmend zur Kenntnis genommen und diskutiert, eine grundlegende Neuausrichtung der absatzorientierten Produktion und des konsumorientierten Lebensstils hin zur Kreislaufwirtschaft erfolgte jedoch nicht. In den 1990er Jahren wurde dann mehr und mehr deutlich, dass ein schlichtes „re-design of what exists“ nicht ausreichen würde, um die sich zuspitzenden globalen ökologischen, ökonomischen und sozialen Krisen nachhaltig lösen zu können.
Der Soziologe und Designtheoretiker Lucius Burckhardt wies bereits Anfang der 1980er Jahre darauf hin, dass Gestaltung immer auch die unsichtbaren sozialen, institutionellen und gesellschaftlichen Kontexte umfasst: „Design ist unsichtbar“. Burckhardt gilt daher als eine der zentralen Figuren des Social Design.
Der an der Harvard Graduate School of Education lehrende David N. Perkins veröffentlichte 1986 das Buch Knowledge as Design, in dem Wissen als ein Designprozess dargestellt wird, anstatt lediglich als eine Sammlung von Fakten oder Informationen. Diese Perspektive betont die kreativen, konstruktiven und praktischen Aspekte des Wissens und sieht es als etwas an, das aktiv gestaltet werden kann, um Probleme zu lösen und neue Einsichten zu ermöglichen.

### Seit dem Jahr 2000
Seit Beginn des 21. Jahrhunderts, insbesondere seit der Weltfinanzkrise ab 2007, hat sich der globale Diskurs zur gesellschaftlichen Verantwortung des Designs in der Designforschung, in der Designpraxis und in der Öffentlichkeit wieder intensiviert. Im zivilgesellschaftlichen Diskurs werden vermehrt Soziale Innovationen eingefordert.
Die Designforscher Nynke Tromp, Paul Hekkert und Peter-Paul Verbeek hoben in einem 2011 veröffentlichten Artikel die Bedeutung der User Experience für die Gestaltung sozial verantwortlichen Verhaltens hervor.
Der Designforscher Markus Frenzl forderte 2020 in einer Replik auf den Architekturkritiker Niklas Maak einen tiefergehenderen inhaltlichen Diskurs in den Medien über die Rolle von Design als gesellschaftsprägende Disziplin.
Die von dem französischen Soziologen und Philosophen Bruno Latour entwickelte Akteur-Netzwerk-Theorie, welche menschengemachten Dingen und Strukturen eine zentrale Rolle bei der Konstitution von Gesellschaft zuweist, wird zunehmend auch im Rahmen von Architektur- und Design-Diskursen rezipiert.

#### Social Design und Kunst
Die Abgrenzung von Projekten des Social Design zu politischen Aktionen von sozial engagierten Künstlern im öffentlichen Raum fällt dabei nicht immer leicht, wie auch das Beispiel der 2010 in London gegründeten Gruppe Assemble – die 2015 für das Projekt Granby Four Streets mit dem Turner Prize ausgezeichnet wurde – zeigt. Auch das institutionskritische Werk des politischen Konzeptkünstlers Hans Haacke steht mit Werken wie Der Bevölkerung dem Social Design nahe. Das kuratorische Konzept des mit der künstlerischen Leitung der documenta fifteen beauftragten indonesischen Kollektivs Ruangrupa zielte, ähnlich wie Social Design Projekte, auf Aktivierung, gemeinsame Ressourcennutzung und Empowerment.

#### Social Design und Management
In dem 2004 erschienenen Buch Managing as Designing wird vorgeschlagen, dass Manager ihre Arbeit als einen Gestaltungsprozess verstehen sollten, bei dem Kreativität, Experimentieren und Prototyping eine zentrale Rolle spielen sollten.

#### Social Design und Sozialarbeit
2002 schlagen die Designtheoretiker Victor Margolin und Sylvia Margolin ein „Social Model“ für Designpraxis und -forschung vor, das sich stärker an den Grundbedürfnissen benachteiligter oder behinderter Menschen ausrichtet. Designer sollten gemeinsam mit Experten aus den Bereichen der Sozialarbeit Lösungen für soziale Probleme entwickeln.

#### Social Design und Social Entrepreneurship
Social Design Praktiken und Konzepte werden auch in unternehmerischen und sozialwirtschaftlichen Kontexten als Motor für systemische Veränderungen und soziale Innovationen eingesetzt. Beispiele sind das Sozialunternehmen „Social Impact“, IKEA Social Entrepreneurship, das Keller Center an der Princeton University und die Schwab Foundation for Social Entrepreneurship.
Das 2017 gegründete Social Entrepreneurship Netzwerk Deutschland (SEND) soll die Vernetzung der Sozialunternehmen fördern sowie deren Interessen gegenüber der Politik vertreten.

#### Social Design und nachhaltige Entwicklung
Die norwegische Stiftung Design and Architecture Norway (DOGA) hat mit dem Oslo Manifest im Jahr 2016 Designer und Architekten weltweit dazu aufgerufen, sich in ihrem Handeln auf die von den Vereinten Nationen im Jahr 2015 beschlossenen 17 Ziele für nachhaltige Entwicklung zu verpflichten.
Der deutsche Wissenschaftsrat stellte 2015 in einem Positionspapier fest, dass die durch hohe Komplexität, Vernetztheit, Zielpluralität und Unschärfe gekennzeichneten „Großen gesellschaftlichen Herausforderungen“ wie der Klimawandel auch die Entwicklung von sozialen Innovationen erfordert, die von einem umfassenderen Begriff des Gemeinwohls ausgehen.
Für das Wuppertal Institut für Klima, Umwelt, Energie hat Design das Potential, funktionale, materiale und ökologische Aspekte mit sozialen Dimensionen und Praktiken anhand neuer Lösungen für nachhaltige, suffiziente Produkt- und Dienstleistungsarrangements zu verbinden.
2018 stellt der Anthropologe Arturo Escobar die Vision eines „autonomen Designs“ vor, die kollaborative und ortsbezogene Ansätze anstrebt. Escobar sieht die Prinzipien des autonomen Designs als Teil der Bemühungen um Dekolonisation.
Die 2020 von der Europäischen Kommission ergriffene klima- und kulturpolitische Initiative Neues Europäisches Bauhaus stellt Projekte des Social Design in den Kontext des European Green Deal. Der maßgeblich an dieser Initiative beteiligte Klimafolgenforscher Hans Joachim Schellnhuber sieht die gebaute Umwelt „als Elefant im Nachhaltigkeitsraum“ und Social Design als Instrument zur Gestaltung des Lebensraums in einem dynamisch sich fortentwickelnden Prozess der „großen grünen Wiederverflechtung“.

#### Social Design, Demokratie und Digitale Gesellschaft
Der Schweizer Designhistoriker Beat Schneider stellt Design in eine aufklärerische Tradition, welche Demokratisierung von Wissen im Blick hat. Design könne als Orientierungsdisziplin dazu dienen, komplexe gesellschaftliche und politische Zusammenhänge verständlich zu machen.
Die weltweite digitale Transformation von Gesellschaften hat tiefgreifende Veränderungen im Alltag (Digital Lifestyle) und Ungleichheiten (Digitale Kluft) zur Folge, die vielfältige Ansatzpunkte für bürgerschaftlichen Engagement und für Social Design Projekte (Linux4Afrika, One Laptop per Child, Youvo.org) boten und bieten.
Das dänische Designerkollektiv N55 sieht seine gestalterische Aufgabe darin, konkrete soziale, ökonomische und politische Vorschläge zu entwerfen, um ein hohes Maß an Selbstbestimmung in der eigenen Lebenswelt realisieren zu können.
In Deutschland fördert der Prototype Fund seit 2016 die Entwicklung von Public-Interest-Technologien und digital-sozialen Innovationen.
Im März 2022 hat der Deutsche Design Club in Frankfurt am Main einen vom Rat für Formgebung unterstützten Konvent für Demokratisches Design veranstaltet. Hintergrund der Veranstaltung war die Bewerbung der Region FrankfurtRheinMain um den von der World Design Organization vergebenen Titel „World Design Capital 2026“ unter dem Motto „Design for Democracy. Atmospheres for a better Life“. Teilnehmer waren unter anderem der Ausstellungsmacher und Kurator Matthias Wagner K, der Sozialpsychologe und Publizist Harald Welzer, die Designerin Uli Mayer-Johanssen, der Unternehmensberater Armand Zorn, die Politikwissenschaftlerin Nicole Deitelhoff und der Pädagoge Meron Mendel.
Die Jahreskonferenz 2022 des Weizenbaum Instituts für die vernetzte Gesellschaft, Practicing Sovereignty. Interventions for open digital futures, thematisiert Social Design im Kontext von Datafizierung und Demokratie.

## Ausstellungen/Projekte/Veranstaltungen (Auswahl)
Neben einer Vielzahl von theoretischen Artikeln (siehe Abschnitte Literatur und Weblinks) thematisierten seit der Jahrhundertwende auch eine Reihe von Ausstellungen und Veranstaltungen konkrete Projekte im Bereich Social Design.

### Making Things Public. Atmospheres of Democracy (ZKM Karlsruhe 2005)
Die Ausstellung Making Things Public. Atmospheres of Democracy, die 2005 von Bruno Latour und Peter Weibel im Zentrum für Kunst und Medien (ZKM) in Karlsruhe kuratiert wurde, zielte darauf ab, das Verständnis von Demokratie und politischer Partizipation neu zu gestalten. Es ging um:
- eine neue Definition von Öffentlichkeit. Latour und Weibel wollten die Konzepte von Öffentlichkeit und dem Öffentlich-Machen ("Making Things Public") erweitern. Die Ausstellung erforschte, wie Objekte, Sachverhalte und Angelegenheiten öffentlich gemacht werden und wie dies die politischen Prozesse beeinflusst.
- Die Rolle von Objekten in der Demokratie. Ein wesentliches Anliegen der Ausstellung war es, die Bedeutung von nicht-menschlichen Akteuren oder Objekten in der demokratischen Entscheidungsfindung hervorzuheben. Es wurde argumentiert, dass technische Objekte eine aktive Rolle in politischen und öffentlichen Diskursen spielen können.
- Neue Formen der Repräsentation und Partizipation. Die Ausstellung untersuchte alternative Formen der Interaktion und der politischen Partizipation in demokratischen Prozessen mit neuen Medien.
- Interdisziplinarität. Die Ausstellung verband Elemente aus Kunst, Philosophie, Technologie und Sozialwissenschaften. Durch diese Verschmelzung unterschiedlicher Perspektiven sollte ein umfassenderes Verständnis davon, wie Demokratie funktionieren kann, gefördert werden.

Making Things Public war eine Ausstellung, die versuchte, die Beziehung zwischen Objekten und Öffentlichkeit in einem demokratischen Kontext neu zu denken und die Politik im Geist von Kunst und Wissenschaft zu erneuern.

### Social Impact Design (New York 2007 bis 2016)
Im Cooper Hewitt, Smithsonian Design Museum in New York fand 2007 die von Cynthia E. Smith kuratierte Ausstellung Design for the other 90% statt. Die Ausstellung stellte mehr als dreißig Projekte vor, die kostengünstige Design-Lösungen für Alltagsprobleme der unterprivilegierten Mehrheit der Menschheit bieten. 2011 folgte die Ausstellung Design with the Other 90%: Cities, die Projekte in den durch massive Migration weltweit entstandenen, überfüllten informellen Siedlungen am Rand von Städten vorstellte. 2016 analysierte die Ausstellung By the People: Designing a Better America wie Designprojekte aktiv Probleme von Armut und sozialer Ungleichheit in den USA und deren Nachbarstaaten angehen.

### Utrecht Manifest – Biennale für Social Design (Utrecht 2005 bis 2015)
Im Centraal Museum Utrecht fanden 5 Biennalen für Social Design statt: 2005, 2007, 2009, 2011 und 2015. Im Juni 2015 wurde von der organisierenden Stiftung das Utrecht Manifest veröffentlicht, das aus zehn Grundprinzipien für „socially responsible design“ besteht: (1) engage with society, (2) design socially, (3) act sustainably, (4) connect ethics and aesthetics, (5) aim for commitment, (6) be critical, (7) be transparent, (8) be supportive and modest, (9) be persistently radical und (10) take responsibility together.
Einflussreich war insbesondere die von Claudia Banz im Jahr 2009 kuratierte Biennale Unresolved Matters. Social Utopias Revisited. Ausgangspunkt war das utopische Potenzial der Moderne, das dank De Stijl deutliche physische und mentale Spuren in Utrecht hinterlassen hat. Im Mittelpunkt stand die Frage, wie die soziale Komponente der Moderne – im Gegensatz zu der stilistischen – heute Gestalt annehmen kann. Mit der Ausstellung Unresolved Matters präsentierte Utrecht Manifest nicht nur eine historische oder zeitgenössische Vision des Sozialen, sondern stellte auch die Frage, warum die ausgestellten Objekte als beispielhaft für eine bestimmte soziale Vision gelten. Unresolved Matters zeigte drei einflussreiche Visionen von idealen Lebensräumen und die Rolle von Künstlern, Designern und Architekten. Unter anderem mit Multiples von Joseph Beuys, Papierkleidern von El Anatsui, Radios aus den 1940er und 1970er Jahren, Glasdesigns von A.D. Copier und Wilhelm Wagenfeld. Unresolved Matters bezog sich auf Publikationen von Victor Papanek, Sir Ebenezer Howard und Siegfried Giedion, die verschiedene Visionen, Utopien und alternative Szenarien sowie ihre jeweiligen Auswirkungen auf die Menschen und ihr Lebensumfeld aufzeigten. So wurden unterschiedliche Herangehensweisen an die komplexen Zusammenhänge im Grenzbereich von Architektur, Stadtplanung, Kunst, Film, Werbung und Archiv zusammengebracht. Sozial engagierte Designer setzten sich intensiv mit der Welt um sie herum auseinander. Diese Beziehung endete nicht bei der Gestaltung von Produkten, sondern umfasste auch gesellschaftspolitische Themen wie Gesundheit, Bildung, Umwelt und sozial sinnvolle Kommunikation.

### Democratic Design – IKEA (München 2009)
Die Münchner Pinakothek der Moderne zeigte 2009 unter dem Titel Democratic Design – IKEA eine Ausstellung mit IKEA-Objekten. In einer Rezension der Ausstellung in Kunstforum International wird das „democratic design“ von IKEA in den Kontext der programmatischen Ideen der schwedischen Frauenrechtlerin und Reformpädagogin Ellen Key sowie in die Entwicklung Schwedens zu einem modernen, egalitären, sozial- und familienorientierten Staat gestellt.

### Werkzeuge für die Design Revolution (Wien 2012)
Die Ausstellung Werkzeuge für die Design Revolution im Designforum Wien sollte anhand von Pilotprojekten zeigen, dass Design eine tragende Rolle bei der zukunftsfähigen Umformung der Gesellschaft spielt. Der Paradigmenwechsel im Verständnis der Designdisziplin beinhalte das Loslösen von tradierten Produkt- und Designvorstellungen in den Lebensbereichen Mobilität, Ernährung und Wohnen. Die Pilotprojekte knüpften an die Alltagsrealität der Besucher an und luden zu einer kritischen Auseinandersetzung mit dem Thema Nachhaltigkeit und der eigenen Konsumkultur ein.

### Social Design: Geschichte, Praxis, Perspektiven (Hamburg 2014)
Das Thema Social Design stand im Mittelpunkt der Jahrestagung der Gesellschaft für Designgeschichte, die im Mai 2014 im Museum für Kunst und Gewerbe in Hamburg stattfand. Die Beiträge der Tagung behandelten Geschichte, Theorie und Praxis des Social Design.

### Kann Gestaltung Gesellschaft verändern? (Berlin 2015)
Das zweitägige Symposium im Haus der Kulturen der Welt mit begleitender Pop-up-Ausstellung ging unter anderem der Frage nach, ob der Anspruch des Bauhauses und der klassischen Avantgarden, durch Gestaltung Gesellschaft positiv zu verändern, eingelöst wurde.

### NODE 17: Designing Hope (Frankfurt am Main 2017)
Im Sommer 2017 fand im Künstlerhaus Mousonturm und der Naxoshalle in Frankfurt am Main ein vom NODE Verein zur Förderung digitaler Kultur e.V. veranstaltetes Festival statt, welches die soziale und globale Verantwortung von Design und insbesondere Digital Design thematisierte.

### Social Design (Zürich 2018, Hamburg 2019)
Im Museum für Gestaltung Zürich, Toni-Areal, fand 2018 die von Angeli Sachs kuratierte Ausstellung Social Design statt, die 2019 auch im Museum für Kunst und Gewerbe Hamburg gezeigt wurde. Die Ausstellung thematisiert Design als einen gleichberechtigten Austausch zwischen Individuen, Zivilgesellschaft, Staat und Wirtschaft vor dem Hintergrund zunehmender Ungleichheiten in einer global agierenden Wachstumsökonomie. Aus den Bereichen Urbaner Raum und Landschaft, Wohnen, Bildung, Arbeit, Produktion, Migration, Netzwerke und Umwelt wurden 25 internationale und regionale Fallbeispiele vorgestellt – darunter das Lycée Schorge von Kéré Architecture, die Fahne des Refugee Olympic Team von Yara Said, der Safir-Wasserfilter und der Solarkiosk von GRAFT. Auf Basis gleichberechtigter Teilhabe wurden Neugestaltungen von Arbeits- und Lebensumgebungen vorgestellt.

### Victor Papanek: The Politics of Design (Weil am Rhein 2018, Barcelona 2020)
Im Vitra Design Museum fand 2018 die von Mateo Kries, Amelie Klein und Alison J Clarke kuratierte Ausstellung Victor Papanek: The Politics of Design statt, die 2020 auch im Barcelona Design Museum gezeigt wurde. Die Ausstellung entstand in Kooperation mit der Victor J. Papanek Foundation an der Universität für angewandte Kunst Wien.

### Social Design und Transformationsdesign (Braunschweig 2020)
Im Braunschweigischen Landesmuseum fand 2020 die Ausstellung Social Design: Wie wollen wir leben? statt. An der HBK Braunschweig fand im Januar 2020 das Symposium „How to Act“ statt. Es wurden verschiedene Positionen zu Gestaltungsgegenständen, Ressourcen und Betriebssystemen präsentiert, in deren Folge Raum für gemeinsame Lernprozesse und kollektives Handeln entstehen sollten.

### Reset: Towards a New Commons (New York 2022)
Die vom Center for Architecture auf der Grundlage von vier Projekten kuratierte Ausstellung adressierte die zunehmende Fragmentierung der amerikanischen Gesellschaft, die sich auch in urbanen, suburbanen und ländlichen Räumen zeige.

### Design für die Große Transformation (München 2022/2023)
In Kooperation mit dem social design lab der Hans Sauer Stiftung veranstaltete die Pinakothek der Moderne im Rahmen der Ausstellung Design für die Große Transformation eine Reihe von Workshops, in denen Kriterien für zukunftsfähige Gestaltungen erarbeitet und diese auf die großen Zukunftsfragen hin geprüft wurden. In einer abschließenden Session sollten die Ergebnisse in einer Charta „Design für die Große Transformation“ zusammengeführt werden.

### Gesellschaft gestalten! Soziale Nachhaltigkeit durch Design (Frankfurt am Main 2022/2023/2024)
Die Veranstaltungen vom Rat für Formgebung im Haus am Dom widmeten sich angewandten Lösungen und Beispielen aus der Designpraxis.

### Social Design Days (Nürnberg 2023/2024)
Die von Bayern Design veranstalteten Social Design Days sollten mit einem Festival, Workshops und einem Symposium Gelegenheit zum Austausch zum Thema Social Design bieten.

### Für Alle! Demokratie neu gestalten (Bonn 2024)
Die Ausstellung in der Kunst- und Ausstellungshalle der Bundesrepublik Deutschland in Bonn verstand sich als Aufruf zum "Mitmachen an der Macht". Als Aufruf zur aktiven Gestaltung der Ausstellung ebenso wie an der Demokratie an sich.

### Design für alle? Vielfalt als Norm (Zürich 2024)
Die Ausstellung im Museum für Gestaltung, Toni-Areal, präsentierte zeitgenössische Ansätze inklusiver Gestaltung und Architektur, von Apps, Spielzeug und Kleidung über Do-it-yourself-Projekte bis zur Gestaltung des öffentlichen Raums.

## Studiengänge des Social Design
Studiengänge des Social Design werden mit unterschiedlichen Inhalten und Begriffen angeboten. Neben Social Design werden auch die Bezeichnungen Gesellschaftsdesign, Urban Design, Transformation Design, Transition Design, Public Interest Design oder Öko-Soziales Design verwendet. Die Studiengänge sind schwerpunktmäßig entweder eher gestalterisch oder eher sozialwissenschaftlich ausgerichtet.

### Gestalterisch orientierte Studiengänge
- Die Universität für angewandte Kunst Wien hat 2012 den Masterstudiengang Social Design – Arts as Urban Innovation eingeführt, der sich den Herausforderungen an die urbanen Sozialsysteme stellt und sich allen damit verbundenen Fragestellungen widmet.[106] Das Masterstudium richtet sich an Absolventen unterschiedlicher Studienrichtungen und legt das Arbeiten in transdisziplinären Teams als zentrale Lehr- und Lernform fest. Aufbauend auf den in ihrem jeweiligen Vorstudium erworbenen Kompetenzen werden die Studierenden mit dem Überwinden disziplinärer Codes und dem Arbeiten in übergreifenden Zusammenhängen vertraut gemacht.
- An der Hochschule für Bildende Künste Hamburg werden die Bachelor- und Masterstudiengänge Bildende Künste – Experimentelles Design angeboten.[107][108]
- Die Hochschule der Bildenden Künste Saar bietet einen spezialisierten Masterstudiengang Public Art/Public Design an.[109]
- Die Hochschule Augsburg bietet den Masterstudiengang Transformation Design an.[110][111]
- Die Hochschule für angewandte Wissenschaften München bietet den Masterstudiengang Advanced Design an.[112][113]
- Die Freie Universität Bozen bietet den Masterstudiengang Eco-Social Design an.[114][115]
- Die Hochschule für Bildende Künste Braunschweig bietet den Masterstudiengang Transformation Design an.[116][117]
- Die Hochschule Niederrhein bietet den Masterstudiengang Design an, mit dem angestrebt wird, „welterzeugende und proaktive Designerinnen und Designer auszubilden, die die Welt so schaffen, wie sie nach bestem Wissen und Gewissen sein sollte“.[118][119]
- Die Bergische Universität Wuppertal bietet den Masterstudiengang Public Interest Design an, „in dessen Mittelpunkt die faszinierende Vorstellung steht, durch Design an der Gestaltung der Gesellschaft und den öffentlichen Angelegenheiten teilhaben zu können“.[120][121]
- Die Technische Universität Berlin bietet den Masterstudiengang Urban Design als ein Tätigkeitsgebiet im Schnittfeld von Architektur, Stadt- und Regionalplanung, Soziologie sowie Landschaftsarchitektur an.[122]
- Die Fachhochschule Potsdam bietet den Masterstudiengang Urbane Zukunft an, der fachliche und methodische Kompetenzen vermitteln soll, um urbane Räume in nachhaltige Strukturen zu transformieren.[123]
- Die Fachhochschule Salzburg bietet den Masterstudiengang Design & Produktmanagement an, der vertiefende Inhalte aus den Bereichen Design, Strategie, Leadership und Circular Economy vermittelt.[124][125]
- Die Folkwang Universität der Künste bietet im Rahmen des Studiengangs Industrial Design das Lehrgebiet Social Design an.[126]

### Sozialwissenschaftlich orientierte Studiengänge
- Die Universität Stuttgart bietet den Masterstudiengang Planung und Partizipation an, der sich auf die Kooperation von sechs Instituten aus drei Fakultäten stützt, welche eine Vernetzung der unterschiedlichen Fachkenntnisse aus Planungs-, Sozial-, Natur- und Ingenieurwissenschaften sowie der Rechtswissenschaft ermöglichen soll.[127]
- Die Hochschule für angewandte Wissenschaften München bietet den Masterstudiengang Gesellschaftlicher Wandel und Teilhabe an, der unter anderem an den Bachelorstudiengang Management Sozialer Innovationen anknüpft.[128][129][130]
- Die Europa-Universität Flensburg bietet den Masterstudiengang Transformationsstudien an, der den Wandel gesellschaftlicher Naturverhältnisse thematisiert.[131][132]

Das Social Design Institute an der University of the Arts London (UAL) erforscht und praktiziert Social Design und Design for Sustainability. Die Forschungsgruppe Transformation Design an der Hochschule Luzern erforscht Herausforderungen und Chancen im Kontext der sozialökologischen Transformation.

## Kritik und Grenzen des Social Design
Im Februar 2012 fand in der Rockefeller Stiftung in New York ein Social Impact Design Summit statt, dessen Ergebnisse 2013 in einem White Paper veröffentlicht wurden. Die Teilnehmer des Gipfels, die sowohl gemeinnützige als auch gewinnorientierte Organisationen sowie akademische Programme, Regierungsbehörden und Nichtregierungsorganisationen vertraten, zeichneten das Bild eines Berufsfeldes, das viele Erfolge und vielversprechende Perspektiven aufweist. Dabei wurde festgestellt, dass sich Social Impact Design über mehrere Designdisziplinen erstreckt – einschließlich Produktdesign, Service Design, Grafikdesign, Städtebau und Architektur – und in vielen Aspekten seiner Praxis noch weit davon entfernt sei, formalisiert zu sein und daher eine Reihe von Lücken und Herausforderungen aufweise. Zu den Faktoren, die Social Impact Design behindern, zählten die Teilnehmer zusammenfassend das Fehlen eines klaren Verständnisses dessen, was der Begriff bedeutet. Mehr Klarheit, so schlugen sie vor, würde zu besser definierten Zielen führen und die Wertschätzung dieses Bereichs steigern. Die Teilnehmer verwiesen auch auf einen Mangel an akzeptierten Standards und ethischen Richtlinien, die dazu beitragen würden, die Praxis zu normalisieren. Darüber hinaus fehlten Strukturen für den Wissensaustausch unter Social Designern, insbesondere solchen, die interdisziplinär arbeiten. Kulturelle Vorurteile wurden als potenzielle Gefahr angesehen, insbesondere wenn es den Designern an Verständnis für die jeweilige lokale Kultur mangelt. Auch die Schwierigkeiten bei der Umsetzung und Aufrechterhaltung von Designprojekten mit sozialer Wirkung spielten in der Diskussion eine große Rolle. Schließlich forderten die Teilnehmer strengere Maßnahmen, um die Auswirkungen von Social Impact Design zu bewerten und damit seinen Nutzen zu belegen. Social Impact Design, so wurde festgestellt, sei sowohl eine Kunst als auch eine Wissenschaft, die nicht nur kreative Fähigkeiten, sondern auch Strenge in der Praxis erfordert.
In seinem Artikel „Disentangling 'the social' in social design's engagement with the public realm“ untersucht Thomas Markussen die spezifische Bedeutung des Begriffs „sozial“ im Kontext des Social Designs und grenzt diesen von verwandten Konzepten wie sozialer Innovation und sozialem Unternehmertum ab.
Markussen identifiziert mehrere Unterscheidungsmerkmale zwischen diesen Ansätzen:
- Zielsetzung: Soziale Innovation zielt darauf ab, Systemfehler zu beheben und das Gemeinwohl zu fördern, während soziales Unternehmertum Marktversagen als Chancen für neue soziale Gleichgewichte betrachtet. Social Design hingegen konzentriert sich darauf, die Lebensbedingungen spezifischer, benachteiligter Gruppen zu verbessern.
- Arbeitsweise: Sowohl soziale Innovation als auch soziales Unternehmertum nutzen partizipative Prozesse, wobei erstere einen sektorübergreifenden systemischen Ansatz verfolgt und letztere einen geschäftsorientierten Ansatz. Social Design hingegen setzt auf Co-Design-Prozesse und ästhetische Praktiken, um widersprüchliche Interessen und Ressourcen zu strukturieren.
- Sozialer Wert: Während soziale Innovationen darauf abzielen, einen breiten gesellschaftlichen Nutzen zu erzielen, und soziales Unternehmertum soziale Werte eng mit finanzieller Leistung verknüpft, strebt Social Design kleine, aber entscheidende qualitative Veränderungen in der Umverteilung von Identitäten oder zwischenmenschlichen Beziehungen an.
- Ort der Innovation: Bei sozialer Innovation entsteht Innovation durch kollektive Wissensprozesse zwischen verschiedenen Organisationen und Sektoren; im sozialen Unternehmertum wird Innovation oft von einzelnen Unternehmern oder sozialen Unternehmen vorangetrieben. Im Social Design entsteht Innovation durch kollaborative Designprozesse, bei denen Designer bestimmte Bürgergruppen sowie öffentliche und private Partner einbeziehen.
- Wirkung: Soziale Innovation und soziales Unternehmertum streben groß angelegte Transformationen an, die es anderen ermöglichen, Ideen zu kopieren und Innovationen zu übertragen. Social Design hingegen erzielt in der Regel Mikroeffekte, die selten über ihren begrenzten Rahmen hinausgehen.

Durch diese Analyse trägt Markussen dazu bei, Social Design klarer von anderen sozial orientierten Ansätzen abzugrenzen und ein besseres Verständnis für dessen spezifischen Beitrag im öffentlichen Raum zu fördern.
2022 schlugen die Designforscher Nynke Tromp und Stéphane Vial der Delft University of Technology einen einheitlichen Begriffsrahmen für das am Gemeinwohl ausgerichtete Social Design vor, der aus fünf Komponenten besteht:
- auf Fürsorge ausgerichtete Designaktivitäten für das Wohlergehen unterprivilegierter Menschen
- auf Reaktionsfähigkeit ausgerichtete Designaktivitäten für gute Governance
- auf politischen Fortschritt ausgerichtete Designaktivitäten für befähigte Bürger
- auf den Aufbau von Sozialkapital ausgerichtete Designaktivitäten für Gemeinschaften
- auf Resilienz ausgerichtete Designaktivitäten für nachhaltige zukünftige Systeme

Dieser Rahmen soll Forschung und Praxis des Social Design unterstützen und dazu beitragen, die Disziplin Social Design systematisch weiterzuentwickeln.

### 2025
- Anna Scheuermann, Matthias Wagner K.: Was kann Design denn schon ausrichten? Design for Democracy. Auf dem Weg zur World Design Capital Frankfurt RheinMain 2026, avedition 2025, ISBN 978-3-89986-415-1.
- Bori Fehér, Janka Csernák (eds.): Designing Transformative Change. The Potential of Collaboration and Creativity in Crises. Proceedings of the Social Design Network's Conference "On the Verge: Design in Times of Crisis", transcript Verlag 2025, ISBN 978-3-8376-7603-7.

### 2024
- Johanna Adam, Amelie Klein, Vera Sacchetti (Hrsg.): Für alle! Demokratie neu gestalten, Kunst- und Ausstellungshalle der Bundesrepublik Deutschland/Distanz-Verlag 2024, ISBN 978-3-95476-675-8.
- Ulrike Brückner, Bianca Herlo: Design als Haltung. Handlungsfelder jenseits des Kommerziellen. Verlag Hermann Schmidt 2024, ISBN 978-3-87439-977-7.
- Davide Brocchi: By Disaster or by Design? Transformative Kulturpolitik. Von der Polykrise zur systemischen Nachhaltigkeit. 2. Auflage. Springer VS, 2024, ISBN 978-3-658-42316-2.
- Peter Friedrich Stephan: Designing Concerns. Bruno Latour und das Transformation Design. transcript Verlag, 2024, ISBN 978-3-8376-6706-6.
- Iris Ebert, Sebastian Rahn, Christoph Rodatz (Hrsg.): Wie gestalten wir Gesellschaft? Interdependenzen zwischen Design und dem Feld des Sozialen. transcript Verlag, 2024, ISBN 978-3-8376-7241-1.

### 2023
- Markus Caspers: Design und Transformation. Wie wir unsere Zukunft nachhaltig gestalten. transcript Verlag, 2023, ISBN 978-3-8394-6533-2.
- Felix Heidenreich: Die Zukunft der Demokratie. Wie Hoffnung politisch wird. Reclam Verlag, 2023, ISBN 978-3-15-014350-6.
- Regina Bittner, Katja Klaus, Catherine Nichols, Philipp Sack (Hrsg.): The New Designer - Design as a Profession. Spector Books, 2023, ISBN 978-3-95905-748-6.

### 2022
- Carl DiSalvo: Design as Democratic Inquiry. Putting Experimental Civics into Practice. The MIT Press, 2022, ISBN 978-0-262-54346-0.
- Matthew DelSesto: Design and the Social Imagination. Bloomsbury Visual Arts, 2022, ISBN 978-1-350-24296-8.
- Patrycja Kaszynska: Social design as normative inquiry, in: Lockton, D., Lenzi, S., Hekkert, P., Oak, A., Sádaba, J., Lloyd, P. (eds.), DRS2022: Bilbao, 25 June - 3 July, Bilbao, Spain. https:/ /doi.org/10.21606/ drs.2022.694.

### 2021
- Jennifer Forestal: Designing for Democracy: How to Build Community in Digital Environments, Oxford University Press 2021, ISBN 978-0-19-756876-7.
- Michael Saward: Democratic Design. Oxford University Press, 2021, ISBN 978-0-19-886722-7.
- Michael Erlhoff, Maziar Rezai (Hrsg.): Design & Democracy. Activist Thoughts and Practical Examples for Sociopolitical Empowerment. Birkhäuser, 2021, ISBN 978-3-0356-2282-9.
- Felix Kosok: Form, Funktion und Freiheit. Über die ästhetisch-politische Dimension des Designs. transcript, 2021, ISBN 978-3-8376-5610-7.
- Felix Kosok, Stefan Kroll, Verena Kuni, Ellen Wagner: Krisen sichtbar machen. Dialoge zwischen Wissenschaft, Kunst und Design. Springer VS, 2021, ISBN 978-3-658-35079-6.
- Geoff Mulgan: The Case for Exploratory Social Sciences.[139], The New Institute, 2021.

### 2020
- Luciano Floridi, Josh Cowls, Thomas C. King, Mariarosaria Taddeo: How to Design AI for Social Good: Seven Essential Factors. In: Science and Engineering Ethics. Band 26, 2020, S. 1771–1796.
- Sasha Costanza Chock: Design Justice. Community-led Practices to Build the Worlds We Need. The MIT Press, 2020, ISBN 978-0-262-04345-8.
- Martina Fineder, Johannes Lang (Hrsg.): Zwischen-menschliches Design. Sozialität und Soziabilität durch Dinge. Springer VS, 2020, ISBN 978-3-658-30268-9.
- Jesko Fezer, Gesche Joost, Michelle Christensen, Daniel Hornuff, Bianca Herlo (Hrsg.): Lechts und Rinks. Eine Auseinandersetzung mit dem Design der Neuen Rechten. (= Studienhefte Problemorientiertes Design. Heft 11). Adocs, 2020, ISBN 978-3-943253-37-5.
- Jan Boelen, Michael Kaethler (Hrsg.): Social Matter, Social Design: For Good or Bad, All Design is Social. Valiz 2020. ISBN 978-94-92095-84-8.

### 2019
- Daniel Martin Feige: Zur Dialektik des Social Design – Ästhetik und Kritik in Kunst und Design. (= Studienhefte Problemorientiertes Design. Heft 9). adocs, 2019, ISBN 978-3-943253-26-9.
- Matthias Korn, Wolfgang Reißmann, Tobias Röhl, David Sittler (Hrsg.): Infrastructuring Publics. Springer VS, 2019, ISBN 978-3-658-20724-3.
- Elizabeth Resnick (Hrsg.): The Social Design Reader. Bloomsbury Visual Arts, London 2019, ISBN 978-1-350-02605-6.
- Ezio Manzini: Politics of the Everyday. (= Designing in dark times). Bloomsbury Visual Arts, 2019, ISBN 978-1-350-05365-6.
- Walter Trockel (Hrsg.): Social Design. Essays in Memory of Leonid Hurwicz. Springer, 2019, ISBN 978-3-319-93808-0.
- Tom Bieling (Hrsg.): Design (&) Activism – Perspectives on Design as Activism and Activism as Design. Design Meanings / Mimesis International, Milano 2019, ISBN 978-88-6977-241-2.
- Michelle Christensen, Florian Conradi: Politics of Things. A Critical Approach to Design. Birkhäuser Verlag, 2019, ISBN 978-3-0356-2053-5.
- Daniel Hornuff: Die Neue Rechte und ihr Design. Vom ästhetischen Angriff auf die offene Gesellschaft. transcript, 2019, ISBN 978-3-8376-4978-9.
- Scott Boylston: Designing with Society. A Capabilities Approach to Design, Systems Thinking and Social Innovation. Routledge, 2019, ISBN 978-1-138-55432-0.

### 2018
- Angeli Sachs (Hrsg.): Social Design. Participation and Empowerment. Lars Müller Publishers, 2018, ISBN 978-3-03778-570-6.
- Annette Geiger:  Andersmöglichsein. Zur Ästhetik des Designs. transcript Verlag, 2018, ISBN 978-3-8376-4489-0.
- Nynke Tromp, Paul Hekkert: Designing for Society. Products and Services for a Better World. Bloomsbury Visual Arts, 2018, ISBN 978-1-4725-6868-7.
- Hilke Marit Berger: Handlung statt Verhandlung. Kunst als gemeinsame Stadtgestaltung. Jovis Verlag, 2018, ISBN 978-3-86859-503-1.
- André Schaminée: Designing with-in Public Organizations. Building Bridges between Public Sector Innovators and Designers. BIS Publishers, 2018, ISBN 978-90-6369-497-5.
- Arturo Escobar: Designs for the Pluriverse. Radical Interdependence, Autonomy, and the Making of Worlds. Duke University Press, 2018, ISBN 978-0-8223-7105-2.
- Christoph Rodatz, Pierre Smolarski (Hrsg.): Was ist Public Interest Design? Beiträge zur Gestaltung öffentlicher Interessen. Transcript Verlag, 2018, ISBN 978-3-8376-4576-7.
- Andreas Unteidig: Vom Werk zum Werkzeug. Zur Rolle des Designs im Kontext politischen Handelns. Dissertation Fakultät Gestaltung, Universität der Künste Berlin 2018. Link

### 2017
- Anton Falkeis (Hrsg.): Social Design – Urban Change. Arts as Urban Innovation. Birkhäuser, 2017, ISBN 978-3-0356-1117-5.
- Karl Stocker (Hrsg.): Sozio-Design/Socio-Design: Relevante Projekte – Entworfen für die Gesellschaft/Relevant Projects – Designed for Society. Basel 2017, ISBN 978-3-0356-1208-0.
- Bernd Sommer, Harald Welzer: Transformationsdesign. Wege in eine zukunftsfähige Moderne. Oekom Verlag, 2017, ISBN 978-3-86581-845-4.
- Alison J. Clarke (Hrsg.): Design Anthropology. Object Cultures in Transition. Bloomsbury Academic, 2017, ISBN 978-1-4742-5903-3.
- Sabine Junginger: Transforming Public Services by Design. Re-orienting policies, organizations and services around people. Routledge, 2017, ISBN 978-1-4094-3625-6.
- Dominik Walcher, Michael Leube: Kreislaufwirtschaft in Design und Produktmanagement. Co-Creation im Zentrum der zirkulären Wertschöpfung. Springer Gabler, 2017, ISBN 978-3-658-18511-4.
- Florian Alexander Schmidt: Crowd Design. From Tools for Empowerment to Platform Capitalism. Birkhäuser, 2017, ISBN 978-3-0356-1051-2.
- Thomas Markussen: Disentangling 'the social' in social design's engagement with the public realm, in: CoDesign. International Journal of CoCreation in Design and the Arts, Volume 13, Issue 3, 2017.

### 2016
- Friedrich von Borries: Weltentwerfen. Eine politische Designtheorie. Suhrkamp Verlag, 2016, ISBN 978-3-518-12734-6.
- Claudia Banz (Hrsg.): Social Design. Gestalten für die Transformation der Gesellschaft. transcript, 2016, ISBN 978-3-8376-3068-8.[140]
- Kees Dorst, Lucy Kaldor, Lucy Klippan, Rodger Watson: Designing for the Common Good. A handbook for innovators, designers, and other people. BIS Publishers, ISBN 978-9063694081
- Elizabeth Resnick: Developing Citizen Designers. Bloomsbury Academic, 2016, ISBN 978-0-85785-620-3.
- Cynthia E. Smith: By the People: Designing a Better America. Cooper Hewitt & Smithsonian Design Museum, 2016, ISBN 978-3-89955-691-9.
- Christopher A. Le Dantec: Designing Publics. The MIT Press, 2016, ISBN 978-0-262-03516-3.
- Wolfgang Jonas, Sarah Zerwas, Kristof von Anshelm (Hrsg.): Transformation Design. Perspectives on a New Design Attitude, Birkhäuser Verlag, 2016, ISBN 978-3-0356-0636-2.
- Anke Haarmann: Zu einer kritischen Theorie des Social Design. In: Jutta-Constance-Dissel (Hrsg.): Design & Philosophie. Schnittstellen und Wahlverwandtschaften. transcript Verlag, 2016, ISBN 978-3-8376-3325-2.
- Kann Gestaltung Gesellschaft verändern? Arch+ 222 Zeitschrift für Architektur und Städtebau, Projekt Bauhaus Heft 1, März 2016.
- Dung-Sheng Chen, Lu-Lin-Cheng, Caroline Hummels, Ilpo Koskinen: Social Design. An Introduction, In: International Journal of Design Vol 10 No 1 2016.

### 2010 bis 2015
- Max Bruinsma, Victor Margolin (Hrsg.): Design for the Good Society. Utrecht Manifest 2005–2015. NAI010 Publishers, 2015, ISBN 978-94-6208-205-2.
- Ezio Manzini: Design, When Everybody Designs: An Introduction to Design for Social Innovation. The MIT Press, 2015, ISBN 978-0-262-02860-8.
- Kees Dorst: Frame Innovation. Create New Thinking by Design. The MIT Press, 2015, ISBN 978-0-262-32431-1.
- Pelle Ehn, Elisabet M. Nilsson, Richard Topgaard (Hrsg.): Making Futures. Marginal Notes on Innovation, Design and Democracy. The MIT Press, 2014, ISBN 978-0-262-02793-9.
- Zaid Hassan: The Social Labs Revolution. A New Approach to Solving our Most Complex Challenges. Berrett-Koehler Publishers, 2014, ISBN 978-1-62656-073-4.
- Jen Jack Gieseking, William Mangold (Hrsg.): The People, Place & Space Reader. Routledge, 2014, ISBN 978-0-415-66497-4.
- Florian Pfeffer: To Do. Die neue Rolle der Gestaltung in einer veränderten Welt. Strategien, Werkzeuge, Geschäftsmodelle. Verlag Hermann Schmidt, Mainz 2014, ISBN 978-3-87439-834-3.
- Susan Yelavich, Barbara Adams (Hrsg.): Design as Future-Making. Bloomsbury Academic, 2014, ISBN 978-1-4725-7471-8.
- Gary S. Metcalf (Hrsg.): Social Systems and Design. Springer, 2014, ISBN 978-4-431-54477-7.
- Sabine Wildevuur, Dick van Dijk, Thomas Hammer-Jakobsen, Mie Bjerre, Anne Äyväri, Jesper Lund: Connect. Design for an Empathic Society. BIS Publishers, 2013, ISBN 978-90-6369-331-2.
- Michiel Schwarz, Diana Krabbendam: Sustainist Design Guide. How sharing, localism, connectedness and proportionality are creating a new agenda for social design. BIS Publishers, 2013, ISBN 978-90-6369-283-4.
- Claudia Mareis, Matthias Held, Gesche Joost (Hrsg.): Wer gestaltet die Gestaltung? Praxis, Theorie und Geschichte des partizipatorischen Designs. transcript Verlag, 2013, ISBN 978-3-8376-2038-2.
- Ann Thorpe: Architecture & Design versus Consumerism. How design activism confronts growth. Earthscan, 2012, ISBN 978-1-84971-355-9.
- Stephan Moebius, Sophia Prinz (Hrsg.): Das Design der Gesellschaft: Zur Kultursoziologie des Designs. transcript-Verlag, Bielefeld 2012, ISBN 978-3-8376-1483-1.
- Anne Pfeil, Jürgen Sulzer: Vom Urbanen Design zum Social Urban Design. In: Social Design. (= Kunstforum International. Bd. 207). 2011, S. 152–159.
- Cynthia E. Smith: Design with the Other 90%: Cities. Cooper Hewitt & Smithsonian Design Museum, 2011, ISBN 978-0-910503-83-9.
- Robert Hoppe: The Governance of Problems. Puzzling, Powering and Participation. Policy Press, 2011, ISBN 978-1-84742-962-9.
- Tony Fry: Design as Politics. Berg Publishers, 2010, ISBN 978-1-84788-567-8.

### 2000 bis 2010
- Gui Bonsiepe: Entwurfskultur und Gesellschaft. Gestaltung zwischen Zentrum und Peripherie. Birkhäuser, 2009, ISBN 978-3-7643-8965-9.
- Thomas Etzemüller (Hrsg.): Die Ordnung der Moderne. Social Engineering im 20. Jahrhundert. transcript, Verlag 2009, ISBN 978-3-8376-1153-3.
- Alastair Fuad-Luke: Design Activism. Beautiful Strangeness for a Sustainable World. Routledge, 2009, ISBN 978-1-84407-645-1.
- Söke Dinkla, Karl Janssen: Paradoxien des Öffentlichen. Über die Selbstorganisation des Öffentlichen, Verlag für moderne Kunst Nürnberg 2008, ISBN 978-3-940748-46-1.
- Cynthia E. Smith: Design for the Other 90%. The University of Chicago Press, 2007, ISBN 978-0-910503-97-6.
- Alex Coles (Hrsg.): Design and Art. Documents of Contemporary Art. Whitechapel Gallery/The MIT Press, 2007, ISBN 978-0-262-53289-1.
- Gretchen Ritter: The Constitution as Social Design. Gender and Civic Membership in the American Constitutional Order. Stanford University Press, 2006, ISBN 0-8047-5378-4.
- Bruno Latour, Peter Weibel (Hrsg.): Making Things Public. Atmospheres of Democracy. ZKM Karlsruhe, The MIT Press, 2005, ISBN 0-262-12279-0.
- Beat Schneider: Design – Eine Einführung. Entwurf im sozialen, kulturellen und wirtschaftlichen Kontext. Birkhäuser Verlag, 2005, ISBN 3-7643-7241-9.
- Osamu Sudoh (Hrsg.): Digital Economy and Social Design. Springer, Tokyo 2005, ISBN 4-431-25467-6.
- Hans Gersbach: Designing Democracy. Ideas for Better Rules. Springer, 2005, ISBN 3-540-22402-5.
- Richard J. Boland Jr., Fred Collopy (Hrsg.): Managing as Designing. Stanford University Press, 2004, ISBN 0-8047-4674-5.
- Jorge Frascara (Hrsg.): Design and the Social Sciences: Making Connections. Taylor & Francis, 2002, ISBN 0-415-27376-5.

### Vor 2000
- Bela H. Banathy: Designing Social Systems in a Changing World. Springer Science+Business Media, 1996, ISBN 0-306-45251-0.
- Nigel Whiteley: Design for Society. Reaktion Books, 1994, ISBN 0-948462-47-7.
- Internationales Forum für Gestaltung Ulm (IFG): Gemeinsam nutzen statt einzeln verbrauchen. Eine neue Beziehung zu den Dingen. Anabas Verlag, 1993, ISBN 3-87038-252-X.
- David N. Perkins: Knowledge as Design. Lawrence Erlbaum Associates, Hillsdale, New Jersey 1986, ISBN 0-89859-839-7.
- Robert Sommer: Social design: creating buildings with people in mind. Prentice Hall, Englewood Cliffs, N.J. 1983, ISBN 0-13-815951-3.
- Julian Bicknell, Liz McQuiston (Hrsg.): design for need. The Social Contribution of Design. An anthology of papers presented to the Symposium at the Royal College of Art, London, April 1976, Published for ICSID by Pergamon Press 1977. ISBN 0-08-021500-9.
- Victor Papanek: Design for the Real World: Human Ecology and Social Change. Pantheon Books, New York 1971, ISBN 0-394-47036-2.